# Telemidae
Telemidae Fage, 1913 é uma família de aranhas araneomorfas que inclui 7 géneros e cerca de 70 espécies, com distribuição natural no sudoeste da Europa (Península Ibérica e sul da França, África, América do Norte e sueste da Ásia (China, Japão, Malásia, Nova Guiné e Samatra).

## Sistemática
A família Telemidae inclui os seguintes géneros:
- Apneumonella Fage, 1921
- Cangoderces Harington, 1951
- Jocquella Baert, 1980
- Seychellia Saaristo, 1978
- Telema Simon, 1882
- Telemofila Wunderlich, 1995
- Usofila  Keyserling, 1891